# طواف رواندا 2021
طواف رواندا 2021 (بالإنجليزية: 2021 Tour du Rwanda)‏ هو سباق دراجات هوائية، وهو الموسم رقم 24 من طواف رواندا، وأقيم خلال الفترة 2 مايو 2021، وحتى 9 مايو 2021، وامتدّ لمسافة 913.3 كيلومتر، وهو أحد سباقات طواف أفريقيا للدراجات 2021، وشارك فيه 75 متسابقاً ووصل إلى نهايته 61 متسابقاً.
فاز بالمركز الأول كريستيان رودريغيز (دراج)، وبالمركز الثاني جيمس بيكولي، وبالمركز الثالث Alex Hoehn ‏، وكان الفائز حسب السرعة Lennert Teugels ‏، وكان الفائز حسب النقاط للشباب ألان بوالو ‏، وكان الفائز في تصنيف الجبال Lennert Teugels ‏، وفاز فيتال كونسبت في ترتيب الفرق.

## الفرق
| فريق عالمي- Israel Start-Up Nation فرق برو (3)- 2021 أندروني جوكاتولي-سيدرمك ‏ - 2021 بي آند بي هوتيلز ‏ - Total Direct Énergie فرق قارية (8)- ميديلين 2021 ‏ - بنديكشن اجنيت 2021 ‏ - Skol Adrien Cycling Academy ‏ - برو تاتش 2021 ‏ - بايك أيد 2021 ‏ - تارتيلتو-ايزوريكس 2021 ‏ - Wildlife Generation Pro Cycling ‏ - تيرينجانو سايكلنج تيم 2021 ‏ فرق وطنية (3)- فريق رواندا لركوب الدراجات للرجال 2021‏ - فريق الجزائر لركوب الدراجات للرجال 2021 ‏ - فريق إرتريا لركوب الدراجات 2021 ‏ |  |
| |  |

## المراحل
| قائمة المراحل | قائمة المراحل | قائمة المراحل                   | قائمة المراحل      | قائمة المراحل | قائمة المراحل            | قائمة المراحل            |
| المرحلة       | التاريخ       | الدورة                          |                    | المسافة (كم)  | الفائز بالمرحلة          | القائد العام             |
| ------------- | ------------- | ------------------------------- | ------------------ | ------------- | ------------------------ | ------------------------ |
| مرحلة 1       | 2 مايو        | كيغالي – Rwamagana ‏             | مرحلة جبلية        | 115٫6         | Brayan Sánchez ‏          | Brayan Sánchez ‏          |
| مرحلة 2       | 3 مايو        | كيغالي – هويي ‏                  | مرحلة جبلية        | 120٫5         | ألان بوالو ‏              | Santiago Umba ‏           |
| مرحلة 3       | 4 مايو        | محافظة نيانزا، رواندا ‏ – بيومبا | مرحلة جبلية        | 171٫6         | ألان بوالو ‏              | Brayan Sánchez ‏          |
| مرحلة 4       | 5 مايو        | كيغالي – موزانزي ‏               | مرحلة جبلية متوسطة | 123٫9         | Valentin Ferron ‏         | Brayan Sánchez ‏          |
| مرحلة 5       | 6 مايو        | Nyagatare ‏ – كيغالي             | مرحلة جبلية        | 149٫3         | ألان بوالو ‏              | Metkel Eyob ‏             |
| مرحلة 6       | 7 مايو        | كيغالي – كيغالي                 | مرحلة جبلية        | 152٫6         | بيير رولان               | كريستيان رودريغيز (دراج) |
| مرحلة 7       | 8 مايو        | كيغالي – كيغالي                 | فردي ضد الساعة     | 4٫5           | Jhonatan Restrepo ‏       | كريستيان رودريغيز (دراج) |
| مرحلة 8       | 9 مايو        | كيغالي – كيغالي                 | مرحلة جبلية        | 75٫3          | كريستيان رودريغيز (دراج) | كريستيان رودريغيز (دراج) |

## النتيجة

### مرحلة 1
هي مرحلة جبلية، أقيمت في 2 مايو 2021، وامتدّت لمسافة 115.6 كيلومتر. فاز بالمرحلة Brayan Sánchez ‏، وكان متصدر الترتيب العام في نهاية المرحلة Brayan Sánchez ‏.
| التصنيف العام         | التصنيف العام      | التصنيف العام    | التصنيف العام                   | التصنيف العام |
| العداء                | العداء             | البلد            | الفريق                          | الوقت         |
| --------------------- | ------------------ | ---------------- | ------------------------------- | ------------- |
| 1                     | Brayan Sánchez ‏    | كولومبيا         | Medellín-EPM                    | 2 س 33 د 43 ث |
| 2                     | Alex Hoehn ‏        | الولايات المتحدة | Wildlife Generation Pro Cycling | + 0 ث         |
| 3                     | فايمار رولدان ‏     | كولومبيا         | Medellín-EPM                    | + 0 ث         |
| 4                     | كوينتين باشر       | فرنسا            | B&B Hotels p/b KTM              | + 0 ث         |
| 5                     | Jhonatan Restrepo ‏ | كولومبيا         | أندروني جوكاتولي-سيدرمك         | + 0 ث         |
| 6                     | دانيال مونيوث      | كولومبيا         | أندروني جوكاتولي-سيدرمك         | + 0 ث         |
| 7                     | Gustav Basson ‏     | جنوب أفريقيا     | ProTouch                        | + 0 ث         |
| 8                     | Santiago Umba ‏     | كولومبيا         | أندروني جوكاتولي-سيدرمك         | + 0 ث         |
| 9                     | Alfdan De Decker ‏  | بلجيكا           | Tarteletto-Isorex               | + 0 ث         |
| 10                    | الكسيس فويليرموز   | فرنسا            | Total Direct Énergie            | + 0 ث         |
| مصدر: ProCyclingStats |                    |                  |                                 |               |

### مرحلة 2
هي مرحلة جبلية، أقيمت في 3 مايو 2021، وامتدّت لمسافة 120.5 كيلومتر. فاز بالمرحلة ألان بوالو ‏، وكان متصدر الترتيب العام في نهاية المرحلة Santiago Umba ‏.
| التصنيف العام         | التصنيف العام       | التصنيف العام    | التصنيف العام                   | التصنيف العام |
| العداء                | العداء              | البلد            | الفريق                          | الوقت         |
| --------------------- | ------------------- | ---------------- | ------------------------------- | ------------- |
| 1                     | Santiago Umba ‏      | كولومبيا         | أندروني جوكاتولي-سيدرمك         | 5 س 41 د 03 ث |
| 2                     | Brayan Sánchez ‏     | كولومبيا         | Medellín-EPM                    | + 2 ث         |
| 3                     | Alex Hoehn ‏         | الولايات المتحدة | Wildlife Generation Pro Cycling | + 2 ث         |
| 4                     | Jhonatan Restrepo ‏  | كولومبيا         | أندروني جوكاتولي-سيدرمك         | + 2 ث         |
| 5                     | كوينتين باشر        | فرنسا            | B&B Hotels p/b KTM              | + 2 ث         |
| 6                     | Salim Kipkemboi ‏    | كينيا            | Bike Aid                        | + 2 ث         |
| 7                     | جيمس بيكولي         | كندا             | Israel Start-Up Nation          | + 2 ث         |
| 8                     | Valentin Ferron ‏    | فرنسا            | Total Direct Énergie            | + 2 ث         |
| 9                     | Norman Vahtra ‏      | إستونيا          | Israel Start-Up Nation          | + 2 ث         |
| 10                    | Rnus Byiza Uhiriwe ‏ | رواندا           | رواندا                          | + 2 ث         |
| مصدر: ProCyclingStats |                     |                  |                                 |               |

### مرحلة 3
هي مرحلة جبلية، أقيمت في 4 مايو 2021، وامتدّت لمسافة 171.6 كيلومتر. فاز بالمرحلة ألان بوالو ‏، وكان متصدر الترتيب العام في نهاية المرحلة Brayan Sánchez ‏.
| التصنيف العام         | التصنيف العام            | التصنيف العام    | التصنيف العام                   | التصنيف العام  |
| العداء                | العداء                   | البلد            | الفريق                          | الوقت          |
| --------------------- | ------------------------ | ---------------- | ------------------------------- | -------------- |
| 1                     | Brayan Sánchez ‏          | كولومبيا         | Medellín-EPM                    | 10 س 05 د 02 ث |
| 2                     | Alex Hoehn ‏              | الولايات المتحدة | Wildlife Generation Pro Cycling | + 0 ث          |
| 3                     | كوينتين باشر             | فرنسا            | B&B Hotels p/b KTM              | + 0 ث          |
| 4                     | Jhonatan Restrepo ‏       | كولومبيا         | أندروني جوكاتولي-سيدرمك         | + 0 ث          |
| 5                     | جيمس بيكولي              | كندا             | Israel Start-Up Nation          | + 0 ث          |
| 6                     | أوسكار سبييا ريبيرا      | إسبانيا          | Medellín-EPM                    | + 0 ث          |
| 7                     | كارلوس كوينتيرو          | كولومبيا         | Terengganu Cycling Team         | + 0 ث          |
| 8                     | كريستيان رودريغيز (دراج) | إسبانيا          | Total Direct Énergie            | + 0 ث          |
| 9                     | Metkel Eyob ‏             | إريتريا          | Terengganu Cycling Team         | + 0 ث          |
| 10                    | Nahom Zeray ‏             | إريتريا          | إريتريا                         | + 6 ث          |
| مصدر: ProCyclingStats |                          |                  |                                 |                |

### مرحلة 4
هي مرحلة جبلية متوسطة، أقيمت في 5 مايو 2021، وامتدّت لمسافة 123.9 كيلومتر. فاز بالمرحلة Valentin Ferron ‏، وكان متصدر الترتيب العام في نهاية المرحلة Brayan Sánchez ‏.
| التصنيف العام         | التصنيف العام            | التصنيف العام    | التصنيف العام                   | التصنيف العام  |
| العداء                | العداء                   | البلد            | الفريق                          | الوقت          |
| --------------------- | ------------------------ | ---------------- | ------------------------------- | -------------- |
| 1                     | Brayan Sánchez ‏          | كولومبيا         | Medellín-EPM                    | 13 س 20 د 18 ث |
| 2                     | Alex Hoehn ‏              | الولايات المتحدة | Wildlife Generation Pro Cycling | + 0 ث          |
| 3                     | Jhonatan Restrepo ‏       | كولومبيا         | أندروني جوكاتولي-سيدرمك         | + 0 ث          |
| 4                     | كوينتين باشر             | فرنسا            | B&B Hotels p/b KTM              | + 0 ث          |
| 5                     | جيمس بيكولي              | كندا             | Israel Start-Up Nation          | + 0 ث          |
| 6                     | أوسكار سبييا ريبيرا      | إسبانيا          | Medellín-EPM                    | + 0 ث          |
| 7                     | كارلوس كوينتيرو          | كولومبيا         | Terengganu Cycling Team         | + 0 ث          |
| 8                     | كريستيان رودريغيز (دراج) | إسبانيا          | Total Direct Énergie            | + 0 ث          |
| 9                     | Metkel Eyob ‏             | إريتريا          | Terengganu Cycling Team         | + 0 ث          |
| 10                    | Nahom Zeray ‏             | إريتريا          | إريتريا                         | + 6 ث          |
| مصدر: ProCyclingStats |                          |                  |                                 |                |

### مرحلة 5
هي مرحلة جبلية، أقيمت في 6 مايو 2021، وامتدّت لمسافة 149.3 كيلومتر. فاز بالمرحلة ألان بوالو ‏، وكان متصدر الترتيب العام في نهاية المرحلة Metkel Eyob ‏.
| التصنيف العام         | التصنيف العام            | التصنيف العام    | التصنيف العام                   | التصنيف العام  |
| العداء                | العداء                   | البلد            | الفريق                          | الوقت          |
| --------------------- | ------------------------ | ---------------- | ------------------------------- | -------------- |
| 1                     | Metkel Eyob ‏             | إريتريا          | Terengganu Cycling Team         | 16 س 49 د 05 ث |
| 2                     | كريستيان رودريغيز (دراج) | إسبانيا          | Total Direct Énergie            | + 2 ث          |
| 3                     | Alex Hoehn ‏              | الولايات المتحدة | Wildlife Generation Pro Cycling | + 4 ث          |
| 4                     | Jhonatan Restrepo ‏       | كولومبيا         | أندروني جوكاتولي-سيدرمك         | + 4 ث          |
| 5                     | كوينتين باشر             | فرنسا            | B&B Hotels p/b KTM              | + 4 ث          |
| 6                     | جيمس بيكولي              | كندا             | Israel Start-Up Nation          | + 4 ث          |
| 7                     | أوسكار سبييا ريبيرا      | إسبانيا          | Medellín-EPM                    | + 9 ث          |
| 8                     | Nahom Zeray ‏             | إريتريا          | إريتريا                         | + 18 ث         |
| 9                     | Brayan Sánchez ‏          | كولومبيا         | Medellín-EPM                    | + 20 ث         |
| 10                    | كارلوس كوينتيرو          | كولومبيا         | Terengganu Cycling Team         | + 20 ث         |
| مصدر: ProCyclingStats |                          |                  |                                 |                |

### مرحلة 6
هي مرحلة جبلية، أقيمت في 7 مايو 2021، وامتدّت لمسافة 152.6 كيلومتر. فاز بالمرحلة بيير رولان، وكان متصدر الترتيب العام في نهاية المرحلة كريستيان رودريغيز (دراج).
| التصنيف العام         | التصنيف العام            | التصنيف العام    | التصنيف العام                   | التصنيف العام  |
| العداء                | العداء                   | البلد            | الفريق                          | الوقت          |
| --------------------- | ------------------------ | ---------------- | ------------------------------- | -------------- |
| 1                     | كريستيان رودريغيز (دراج) | إسبانيا          | Total Direct Énergie            | 20 س 38 د 10 ث |
| 2                     | جيمس بيكولي              | كندا             | Israel Start-Up Nation          | + 7 ث          |
| 3                     | Jhonatan Restrepo ‏       | كولومبيا         | أندروني جوكاتولي-سيدرمك         | + 13 ث         |
| 4                     | كوينتين باشر             | فرنسا            | B&B Hotels p/b KTM              | + 33 ث         |
| 5                     | ألان بوالو ‏              | فرنسا            | B&B Hotels p/b KTM              | + 36 ث         |
| 6                     | Alex Hoehn ‏              | الولايات المتحدة | Wildlife Generation Pro Cycling | + 43 ث         |
| 7                     | Nahom Zeray ‏             | إريتريا          | إريتريا                         | + 47 ث         |
| 8                     | أوسكار سبييا ريبيرا      | إسبانيا          | Medellín-EPM                    | + 51 ث         |
| 9                     | كارلوس كوينتيرو          | كولومبيا         | Terengganu Cycling Team         | + 56 ث         |
| 10                    | الكسيس فويليرموز         | فرنسا            | Total Direct Énergie            | + 1 د 00 ث     |
| مصدر: ProCyclingStats |                          |                  |                                 |                |

### مرحلة 7
هي مرحلة من نوع سباق زمن فردي، أقيمت في 8 مايو 2021، وامتدّت لمسافة 4.5 كيلومتر. فاز بالمرحلة Jhonatan Restrepo ‏، وكان متصدر الترتيب العام في نهاية المرحلة كريستيان رودريغيز (دراج).
| التصنيف العام         | التصنيف العام            | التصنيف العام    | التصنيف العام                   | التصنيف العام  |
| العداء                | العداء                   | البلد            | الفريق                          | الوقت          |
| --------------------- | ------------------------ | ---------------- | ------------------------------- | -------------- |
| 1                     | كريستيان رودريغيز (دراج) | إسبانيا          | Total Direct Énergie            | 20 س 44 د 45 ث |
| 2                     | Jhonatan Restrepo ‏       | كولومبيا         | أندروني جوكاتولي-سيدرمك         | + 5 ث          |
| 3                     | جيمس بيكولي              | كندا             | Israel Start-Up Nation          | + 5 ث          |
| 4                     | ألان بوالو ‏              | فرنسا            | B&B Hotels p/b KTM              | + 30 ث         |
| 5                     | Alex Hoehn ‏              | الولايات المتحدة | Wildlife Generation Pro Cycling | + 36 ث         |
| 6                     | كوينتين باشر             | فرنسا            | B&B Hotels p/b KTM              | + 36 ث         |
| 7                     | أوسكار سبييا ريبيرا      | إسبانيا          | Medellín-EPM                    | + 56 ث         |
| 8                     | كارلوس كوينتيرو          | كولومبيا         | Terengganu Cycling Team         | + 1 د 00 ث     |
| 9                     | الكسيس فويليرموز         | فرنسا            | Total Direct Énergie            | + 1 د 02 ث     |
| 10                    | Nahom Zeray ‏             | إريتريا          | إريتريا                         | + 1 د 23 ث     |
| مصدر: ProCyclingStats |                          |                  |                                 |                |

### مرحلة 8
هي مرحلة جبلية، أقيمت في 9 مايو 2021، وامتدّت لمسافة 75.3 كيلومتر. فاز بالمرحلة كريستيان رودريغيز (دراج)، وكان متصدر الترتيب العام في نهاية المرحلة كريستيان رودريغيز (دراج).

## التصنيف العام النهائي
| التصنيف العام         | التصنيف العام            | التصنيف العام    | التصنيف العام                   | التصنيف العام  |
| العداء                | العداء                   | البلد            | الفريق                          | الوقت          |
| --------------------- | ------------------------ | ---------------- | ------------------------------- | -------------- |
| 1                     | كريستيان رودريغيز (دراج) | إسبانيا          | Total Direct Énergie            | 22 س 49 د 51 ث |
| 2                     | جيمس بيكولي              | كندا             | Israel Start-Up Nation          | + 17 ث         |
| 3                     | Alex Hoehn ‏              | الولايات المتحدة | Wildlife Generation Pro Cycling | + 50 ث         |
| 4                     | ألان بوالو ‏              | فرنسا            | B&B Hotels p/b KTM              | + 51 ث         |
| 5                     | Jhonatan Restrepo ‏       | كولومبيا         | أندروني جوكاتولي-سيدرمك         | + 51 ث         |
| 6                     | كوينتين باشر             | فرنسا            | B&B Hotels p/b KTM              | + 1 د 05 ث     |
| 7                     | الكسيس فويليرموز         | فرنسا            | Total Direct Énergie            | + 1 د 23 ث     |
| 8                     | أوسكار سبييا ريبيرا      | إسبانيا          | Medellín-EPM                    | + 1 د 25 ث     |
| 9                     | Nahom Zeray ‏             | إريتريا          | إريتريا                         | + 1 د 37 ث     |
| 10                    | Kent Main ‏               | جنوب أفريقيا     | ProTouch                        | + 2 د 44 ث     |
| مصدر: ProCyclingStats |                          |                  |                                 |                |

### تصنيف الجبال
| تصنيف الجبال          | تصنيف الجبال     | تصنيف الجبال | تصنيف الجبال          | تصنيف الجبال |
| العداء                | العداء           | البلد        | الفريق                | النقاط       |
| --------------------- | ---------------- | ------------ | --------------------- | ------------ |
| 1                     | Lennert Teugels ‏ | بلجيكا       | Tarteletto-Isorex     | 68 نقطة      |
| 2                     | Eric Manizabayo ‏ | رواندا       | Benediction Ignite XL | 36 نقطة      |
| 3                     | بيير رولان       | فرنسا        | B&B Hotels p/b KTM    | 35 نقطة      |
| مصدر: ProCyclingStats |                  |              |                       |              |

## تصنيف الفرق

### الفرق حسب الوقت
| تصنيف الفرق حسب الوقت | تصنيف الفرق حسب الوقت | تصنيف الفرق حسب الوقت | تصنيف الفرق حسب الوقت |
| الفريق                | الفريق                | البلد                 | الوقت                 |
| --------------------- | --------------------- | --------------------- | --------------------- |
| 1                     | B&B Hotels p/b KTM    | فرنسا                 |                       |
| 2                     | توتال إنرجيز 2021     | فرنسا                 |                       |
| 3                     | Medellín-EPM          | كولومبيا              |                       |
| مصدر: ProCyclingStats |                       |                       |                       |

## تصانيف فرعية

### تصنيف أفضل عداء
| تصنيف أفضل عداء       | تصنيف أفضل عداء  | تصنيف أفضل عداء | تصنيف أفضل عداء   | تصنيف أفضل عداء |
| العداء                | العداء           | البلد           | الفريق            | النقاط          |
| --------------------- | ---------------- | --------------- | ----------------- | --------------- |
| 1                     | Lennert Teugels ‏ | بلجيكا          | Tarteletto-Isorex | 27 نقطة         |
| 2                     | Tomas Goytom ‏    | إريتريا         | إريتريا           | 12 نقطة         |
| 3                     | Bernardo Suaza ‏  | كولومبيا        | Medellín-EPM      | 10 نقطة         |
| مصدر: ProCyclingStats |                  |                 |                   |                 |

### تصنيف أفضل شاب
| تصنيف أفضل شاب        | تصنيف أفضل شاب        | تصنيف أفضل شاب | تصنيف أفضل شاب     | تصنيف أفضل شاب |
| العداء                | العداء                | البلد          | الفريق             | الوقت          |
| --------------------- | --------------------- | -------------- | ------------------ | -------------- |
| 1                     | ألان بوالو ‏           | فرنسا          | B&B Hotels p/b KTM |                |
| 2                     | Nahom Zeray ‏          | إريتريا        | إريتريا            | + 46 ث         |
| 3                     | إريك بيرجستروم فريسك ‏ | السويد         | Bike Aid           | +              |
| مصدر: ProCyclingStats |                       |                |                    |                |

## وصلات خارجية
- الموقع الرسمي
- لمحة عن سباق طواف رواندا 2021 على موقع  ProCyclingStats   (برو  سايكلنج  ستاتس) - إحصاءات  محترفي  الدراجات.
- طواف رواندا 2021 على موقع إحصائيات الدراجات الإحترافية (الإنجليزية)